# Herman van Roijen

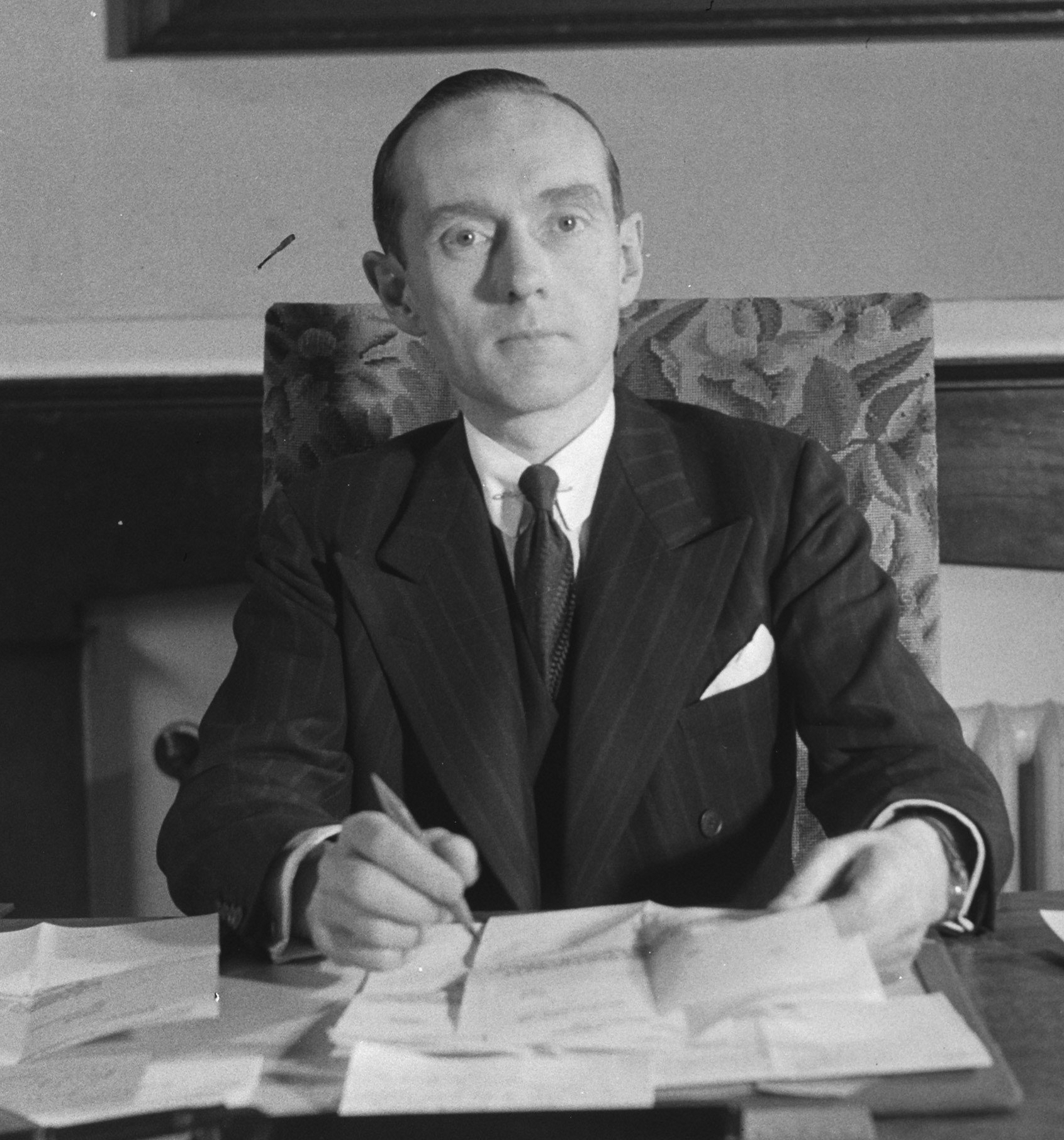
Herman van Roijen (1946)

Jan Herman van Roijen (* 10. April 1905 in Konstantinopel, Osmanisches Reich; † 16. März 1991 in Wassenaar, Provinz Zuid-Holland) war ein niederländischer Diplomat und parteiloser Politiker, der als Nachfolger von Eelco van Kleffens im Kabinett von Ministerpräsident Willem Schermerhorn von März bis Juli 1946 das Amt des Außenministers bekleidete. 1949 leitete er zusammen mit Mohamad Roem die Verhandlungen, die in der Van Roijen-Roem-Erklärung die Beendigung des Konflikts in Niederländisch-Indien in Aussicht stellte. Anschließend war er Botschafter in Kanada, den USA und 1962 auch mit der diplomatischen Lösung im Konflikt um Niederländisch-Neuguinea befasst. Zuletzt war er zwischen 1964 und 1970 Botschafter im Vereinigten Königreich.

## Leben

### Familie, Studium und diplomatische Ausbildung
Van Roijen stammte aus einer Familie von Politikern und Diplomaten. Sein Vater Jan Herman van Roijen war 1905 Gesandtschaftsrat an der Gesandtschaft im Osmanischen Reich, von 1908 bis 1927 außerordentlicher Gesandter und bevollmächtigter Minister in Japan, 1927 in Italien sowie zuletzt zwischen 1927 und 1933 außerordentlicher Gesandter und bevollmächtigter Minister in den Vereinigten Staaten. Sein Urgroßvater Isaäc Antoni van Roijen war unter anderem Mitglied der Zweiten und der Ersten Kammer der Generalstaaten sowie zwischen 1853 und 1867 Kommissar des Königs in der Provinz Groningen. Sein Großonkel Berend van Roijen war ebenfalls mehrere Jahre lang Mitglied der Ersten Kammer der Generalstaaten, ebenso wie sein Onkel Isaäc Antoni van Roijen.
Er selbst erwarb seine schulische Bildung bei Privatlehrern in Tokio, Madrid und Rom, wo sein Vater als Diplomat tätig war, sowie zuletzt von 1922 bis 1923 am Zweiten Städtischen Gymnasium von Den Haag. Anschließend begann er im September 1923 ein Studium im Fach Recht der Niederlande an der Reichsuniversität Utrecht, das er am 9. November 1927 abschloss. Danach begann er seine erste Ausbildung im Diplomatischen Dienst, die er 1930 mit dem Attaché-Examen beendete. Zwischenzeitlich erfolgte am 26. April 1929 an der Reichsuniversität Utrecht seine Promotion zum Doktor der Rechtswissenschaften mit der Dissertation De rechtspositie en de volkenrechtelijke erkenning van nieuwe staten en defacto-regeeringen, in der er sich mit der Rechtsposition und der Völkerrechtlichen Anerkennung von neu entstandenen Staaten und De-facto-Regierungen befasste. 1930 begann er seine zweite Ausbildung im Diplomatischen Dienst, die er 1933 mit dem Sekretär-Examen abschloss.

### Diplomatische Laufbahn, Zweiter Weltkrieg und Kriegsende
Während dieser Zeit war van Roijen zwischen dem 25. Januar 1930 bis 1932 Gesandtschaftsattaché an der Gesandtschaft in den USA und damit Mitarbeiter seines Vaters, der dortiger Gesandter war. Nach seiner Rückkehr in die Niederlande war er vom 26. Januar 1933 bis 1936 Mitarbeiter in der Abteilung für Diplomatische Angelegenheiten im Außenministerium sowie zwischen dem 26. Februar 1937 und August 1939 Gesandtschaftssekretär Erster Klasse an der Gesandtschaft in Japan, ehe er von August 1839 bis zur Entlassung während durch die deutsche Besatzungsmacht 1941 Leiter der Abteilung für Diplomatische Angelegenheiten im Außenministerium war.
Am 13. Dezember 1934 heiratete van Roijen in Den Haag Jonkvrouw Anne Snouck Hurgronje, eine Tochter des Diplomaten und langjährigen Generalsekretär des Außenministeriums Jonkheer Aarnout Marinus Snouck Hurgronje. Aus dieser Ehe gingen zwei Söhne und zwei Töchter hervor.
Im November 1940 wurde er wegen illegaler Aktivitäten während seiner Tätigkeit erstmals festgenommen und befand sich bis Februar 1941 erstmals in Gefangenschaft. 1941 befand er sich für kurze Zeit zum zweiten Mal in Haft, ehe er sich zwischen Januar und März 1944 abermals in Gefangenschaft befand. Im April 1945 wurde er Diplomat in London und war dort bis zum 24. Juni 1945 tätig als Verbindungsmann zum Kollegium der Vertrauensleute (College van Vertrouwensmannen), das im August 1944 von der Exilregierung gebildet wurde, um zwischen Rückkehr in die Niederlande und Bildung einer ersten Nachkriegsregierung als Übergangsparlament zu wirken. Daneben war er Mitglied der niederländischen Delegation bei der vom 25. April 1945 bis zum 26. Juni 1945 stattgefundenen Konferenz von San Francisco, auf der die Charta der Vereinten Nationen erarbeitet wurde.

### Außenminister und Botschafter

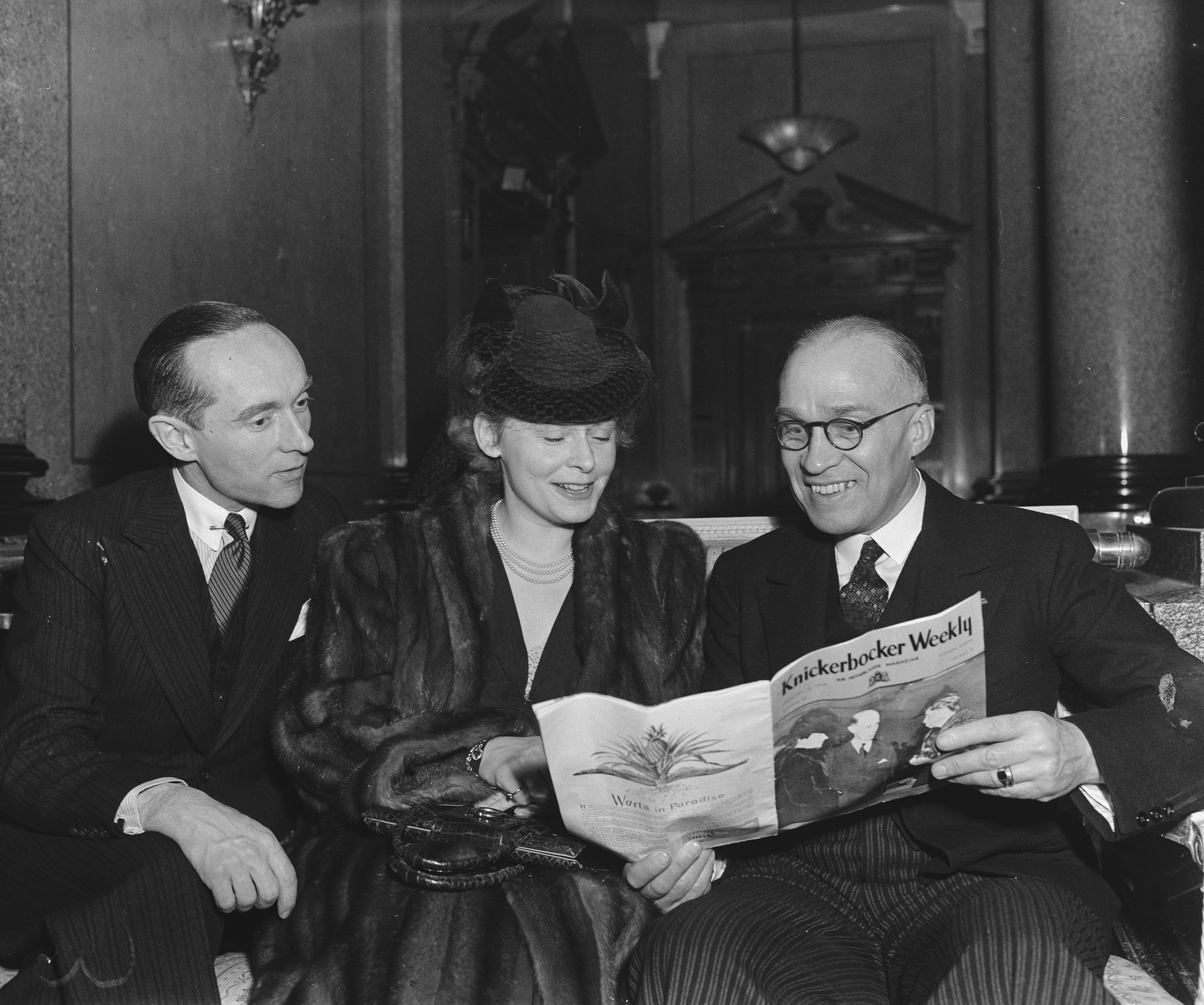
Van Roijen, seine Ehefrau Anne und Minister Logeman am 23. Februar 1946.

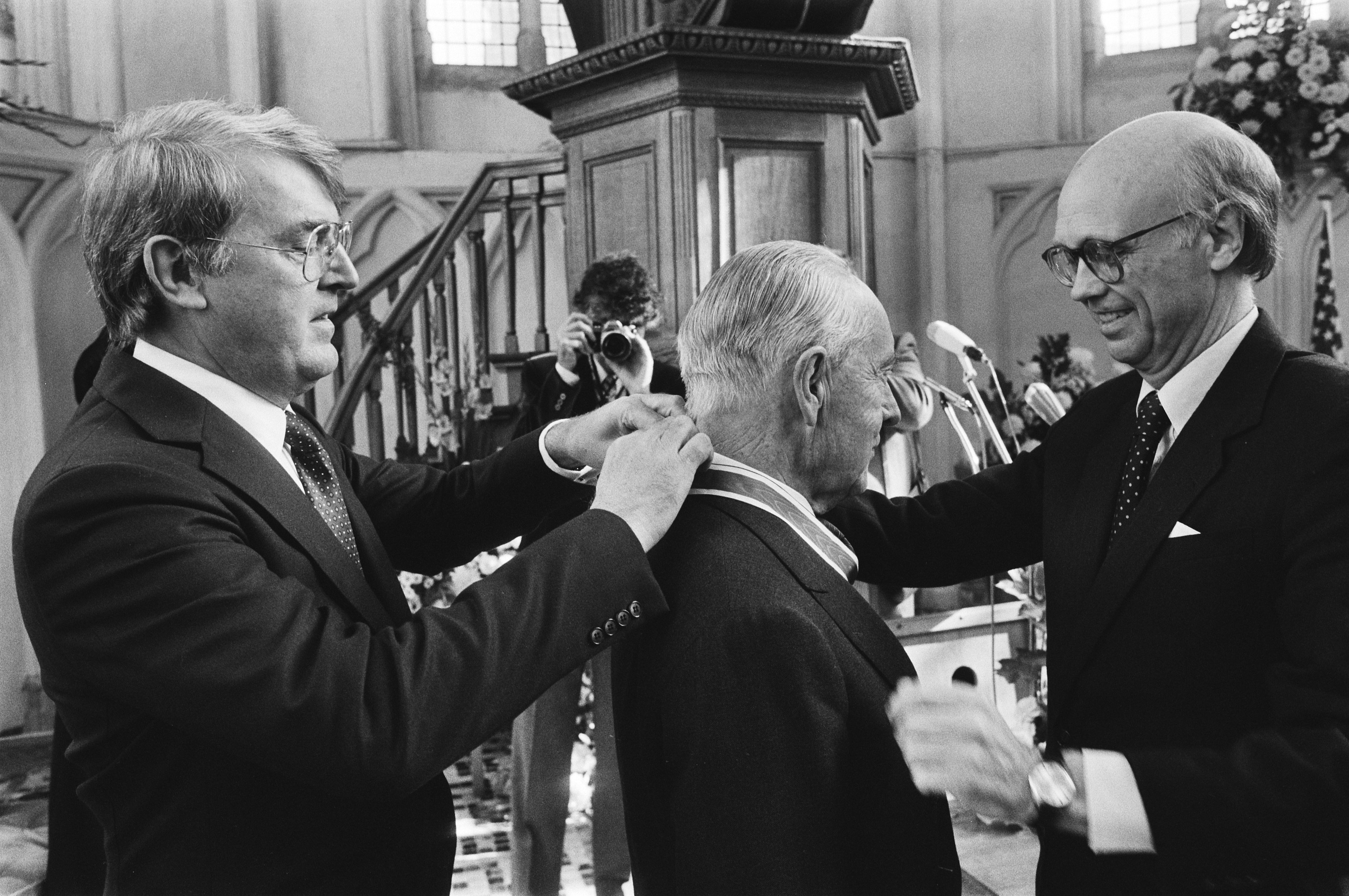
Van Roijen erhält den Four Freedoms Award im Jahr 1982

Am 25. Juni 1945 wurde van Roijen von Ministerpräsident Willem Schermerhorn in das Kabinett Schermerhorn/Drees berufen, der ersten niederländischen Regierung nach Ende des Zweiten Weltkrieges. Zunächst fungierte er zwischen dem 25. Juni 1945 und dem 1. März 1946 als Minister ohne Geschäftsbereich und war als solcher dem Außenminister beigeordnet. In dieser Funktion war er nicht nur mit dem Aufbau und einer Neuorientierung des Außenministeriums betraut, sondern zeitweilig auch kommissarischer Außenminister.
Als Nachfolger von Eelco van Kleffens wurde er am 1. März 1946 Außenminister (Minister van Buitenlandse Zaken) und bekleidete dieses Ministeramt bis zum 3. Juli 1946. Nach seinem Ausscheiden aus der Regierung wurde ihm am 17. September 1946 das Ritterkreuz des Ordens vom Niederländischen Löwen verliehen.
Van Roijen übernahm am 2. April 1947 die Funktion als außerordentlicher und bevollmächtigter Botschafter in Kanada und bekleidete diese bis September 1950. 1949 leitete er zusammen mit Mohamad Roem die Verhandlungen, die in der Van Roijen-Roem-Erklärung die Beendigung des Konflikts in Niederländisch-Indien in Aussicht stellte. Für die dortigen Verdienste wurde er am 29. April 1949 auch Kommandeur des Orden vom Niederländischen Löwen.
Anschließend wurde er am 27. Juni 1950 zum außerordentlichen und bevollmächtigten Botschafter in den USA ernannt und bekleidete diesen Botschafterposten zwischen September 1950 und März 1964 14 Jahre lang. 1962 war er auch mit der diplomatischen Lösung im Konflikt um Niederländisch-Neuguinea befasst.
Zuletzt war er von März 1964 bis Mai 1970 außerordentlicher und bevollmächtigter Botschafter in Großbritannien und war als solcher auch als Botschafter in Island akkreditiert. Für seine diplomatischen Verdienste wurde ihm am 29. April 1969 auch das Großkreuz des Ordens von Oranien-Nassau verliehen.
Van Rooijen, dem Ehrendoktortitel der City University of New York, der Yale University sowie der Hofstra University verliehen wurde, wurde 1982 mit dem Four Freedoms Award sowie 1984 mit dem Carnegie Wateler Vredesprijs ausgezeichnet.

## Veröffentlichungen
- De rechtspositie en de volkenrechtelijke erkenning van nieuwe staten en defacto-regeeringen. Dissertation, 1929.

## Hintergrundliteratur
- Rimko van der Maar, Hans Meijer: Herman van Roijen (1905–1991). Een diplomaat van klasse. 2013, ISBN 978-9-461-05514-9.